# PsyOpus
 PsyOpus (др. Psyopus) — маткор группа из города Рочестер, штат Нью-Йорк, основанная в 2002 году.
Большая часть дискографии группы написана дабл-тэппингом (double tapping) аритмично, с большим количеством ломаных риффов. Единственным постоянным участником всех альбомов является Кристофер Арп.

## История
История Psyopus началась из проекта «Stranglefuck». Под этим названием в 2002 году группой было записано демо, инструментальная версия (гитара, драм-машина), что в дальнейшем сформировало первый альбом Psyopus. Осенью 2002 года группа была переименована в Psyopus.
Первый студийный альбом был выпущен в марте 2004 года и обсуждался очень спорно. Хотя некоторые критики подчеркивали важность технического мастерства музыкантов и даже сравнивали их с устоявшимися группами маткора, такими как The Dillinger Escape Plan. Летом 2004 года Psyopus гастролировали по США с альбомом.
После гастролей из группы ушел Герман, якобы потому что тур для него большой стресс и он хотел бы проводить больше времени с женой. В последующие годы были замены на барабанах. Ли Фишер и Кори Барнс были заменены после того, как их заметили за употреблением наркотиков.
В 2007 году группа выпустила свой второй альбом «Our Puzzling Encounters Considered». После выхода альбома в группу пришли Джейсон Фермер, барабанщик Джон Коул, вокалист Харрисон Кристи и Майкл Горн, игравший на бас-гитаре. По сравнению с дебютным альбомом, сложность композиции и аранжировки увеличились. На это, в первую очередь, повлияло мастерство и универсальность Бауэра.
В последующие годы состав оставался относительно стабильным.
Группа выпустила свой третий студийный альбом "Odd Senses" 17 февраля 2009 года.
В 2010 году у коллектива начался длительный перерыв. Спустя год Кристофер Арп разместил на YouTube несколько видеороликов, в которых рассказывал об истории группы и возможной приостановке деятельности Psyopus. Перерыв, как предполагалось, был прерван в 2012 году, когда на странице Арпа в Facebook появилась фотография, на которой он запечатлен с Майклом Ван Мюнстером и Айком Шульцем. Комментарий к фотографии продюсера группа Дуга Уайта свидетельствовал, что он работал с этими тремя в студии.
В октябре 2012 года портал "Metal Injection" сообщил, что Psyopus воссоединятся с тремя из четырех первоначальных участников: Крисом Арпом, Адамом Фрапполли, Фредом Декостом - с барабанщиком Джейсоном Бауэрсом, который был участником до перерыва.
18 июля 2015 года на YouTube канале The Infamous Arpmandude было опубликовано видео под названием "5/21/2013 Chris Arp Imogen's Puzzle and Lecture at the U of R". В более чем часовом видео Арп исполняет трек "Imogen's Puzzle Pt. 2", а затем рассказывает о себе, опыте игры на гитаре и кратко излагает историю Psyopus. Он также объясняет, что Psyopus более не является активной группой из-за трудностей.

## Факты
- В 2001 году Кристофер Арп принимал участие в общенациональном конкурсе на замену вакантной должности гитариста в Limp Bizkit. В то время он работал на заводе по переработке пластмасс и участвовал в первую очередь по настоянию своих коллег. Он выиграл местный конкурс в Рочестере, и получил в качестве приза гитару.[3]
- Арп прошел прослушивание у различных производителей гитар и усилителей. Компания Ibanez составила договор с ним на гитару, способную поддерживать игру, показанную Арпом в известном видео, что он действительно умеет играть очень быстро и умело.

## Дискография
- 2004: Ideas of Reference (Black Market Activities)
- 2007: Our Puzzling Encounters Considered (Metal Blade)
- 2009: Odd Senses (Metal Blade)

## Состав группы
Последний:
- Адам Фрапполли — вокал (2002–2007, 2012)
- Кристофер Арп — гитара (2002–2012)
- Фред ДеКост — бас (2002–2007, 2012)
- Джейсон Бауэрс — ударные (2007–2012)

Бывшие участники:
- Брайан Вудрафф - вокал (2008–2010)
- Грег Герман - ударные, перкуссия (2002–2004) (Shield Your Eyes, Valpurga, Inertia, Kalibas, Low Ton, North American Wildlife)
- Ли Фишер - ударные, перкуссия (2004–2005) (Commit Suicide, Overlord Exterminator, Fawn Limbs)
- Кори Барнс - ударные, перкуссия (2005–2006) (Paria)
- Джон Коул - ударные, перкуссия (2006–2007) (POWERWOLVES, FINISHER)
- Харрисон Кристи - вокал (2007–2008) (The Jefferson Plane Crash)
- Майкл Хорн - бас (2007–2009) (The Osedax, Mod Flanders Conspiracy)
- Трэвис Морган - бас (2009 гастроли) (Atheist)
- Брайан Келли - бас (2009 гастроли)
- Брент Гловер - бас (2009 гастроли) (Bellicist, Reciprocal)